# Johan Georg Henrichsen
Johan Georg Henrichsen, född 1707 i Göteborg, död 3 oktober 1779 i Tyska Sankta Gertruds församling, Stockholm, var en svensk konstnär, kopparstickare och emaljör. 

## Biografi
Johan Georg Henrichsen var från 1738  gift med konstnären Susanna Dorothea Mariana Hunger och far till miniatyrmålaren Johan Christoffer Henrichsen.
Henrichsen var till en början verksam som kopparstickare. 1734 graverade han titelplanschen till Vapenboken, Kjellgrens "Vapenbok över grevliga och friherrliga ätternas vapen". Han vistades i Stockholm 1735-1744 där han bland annat illustrerade Den swenska psalmboken 1740 och 1741. Han var därefter verksam i S:t Petersburg 1744-1749. Han återvände till Stockholm i juni 1749. Henrichsen utnämndes 1772 till hovemaljör med 800 daler silvermynt i årlig lön, i utnämningen ingick att han skulle undervisa Erik Gustaf Béron i miniatyrmåleri. 1773 invaldes han som ledamot i Målarakademin, (Konstakademin), där hans receptionsstycke Venus och Adonis är målad under hans sista levnadsår.
Förutom kungaporträtt utförde han sannolikt en mängd emaljarbeten på urboetter, emaljdosor och liknande. Han anses måla på ett opretentiöst sätt och med en förkärlek för skuggningar i violett, "och karnationen visar stundom en dragning åt gulbrunt".

## Verk
Miniatyrer utförda i emalj
- kung Gustav III i olika åldrar,
- kung Adolf Fredrik och drottning Sofia Magdalena

Från den privata finska Sinebrychoffska samlingen återfinner vi bland andra  (varav flera möjligen är mini-repliker av oljeporträtt målade av samtida konstnärer)
- Drottning Sofia Magdalena [7]
- Kung Gustav III[8]
- Kung Gustav III, flera porträtt i oval ram, odaterat[9]

En miniatyr av Adolf Fredrik Konung, emalj på koppar, 3,8 x 3,2 cm har 2006 sålts på offentlig internationell auktion hos Bukowskis.
- Lekande amoriner Nationalmuseum.[10].